# Shango (gruppo musicale)
Shango è stato un quartetto rock statunitense attivo nel 1969 e 1970. Era formato da 
Tommy Reynolds (tastiere, percussioni), Richie Hernandez (chitarra e voce), Malcolm Evans (basso e voce), e Joe Earle (basso).
È ricordato per il loro singolo Day After Day (It's Slippin' Away) del 1969, l'unico entrato nella Billboard Hot 100, tratto dal loro album Shango (A&M Records). Il testo è una satira sulle previsioni apocalittiche di un terremoto (The Big One) che avrebbe distrutto la California entro pochi anni.
Raggiunse la 57ª posizione nella Billboard charts degli Stati Uniti; ebbe maggiore successo in Canada, dove raggiunse la 39ª posizione della "Canadian RPM charts".
I singoli successivi furono un flop e dopo il loro primo album gli Shango furono abbandonati dalla A&M, ma furono ingaggiati dalla Dunhill Records e assegnati al produttore Steve Barri. Registrarono l'album "Trampin'", con il singolo Some Things A Man's Gotta Do che raggiunse la 107ª posizione della Billboard chart statunitense nel luglio del 1970. Il brano raggiunse la 70ª posizione in Australia.
Poco tempo dopo il gruppo si dissolse, con Tommy Reynolds che si trasferì con il gruppo "Hamilton, Joe Frank & Reynolds".

## Discografia
- Shango (1969)
- Trampin' (1970)